# آئو
شهر آئو (به آلمانی: Aue) در ایالت زاکسن در کشور آلمان واقع شده است.

## نگارخانه

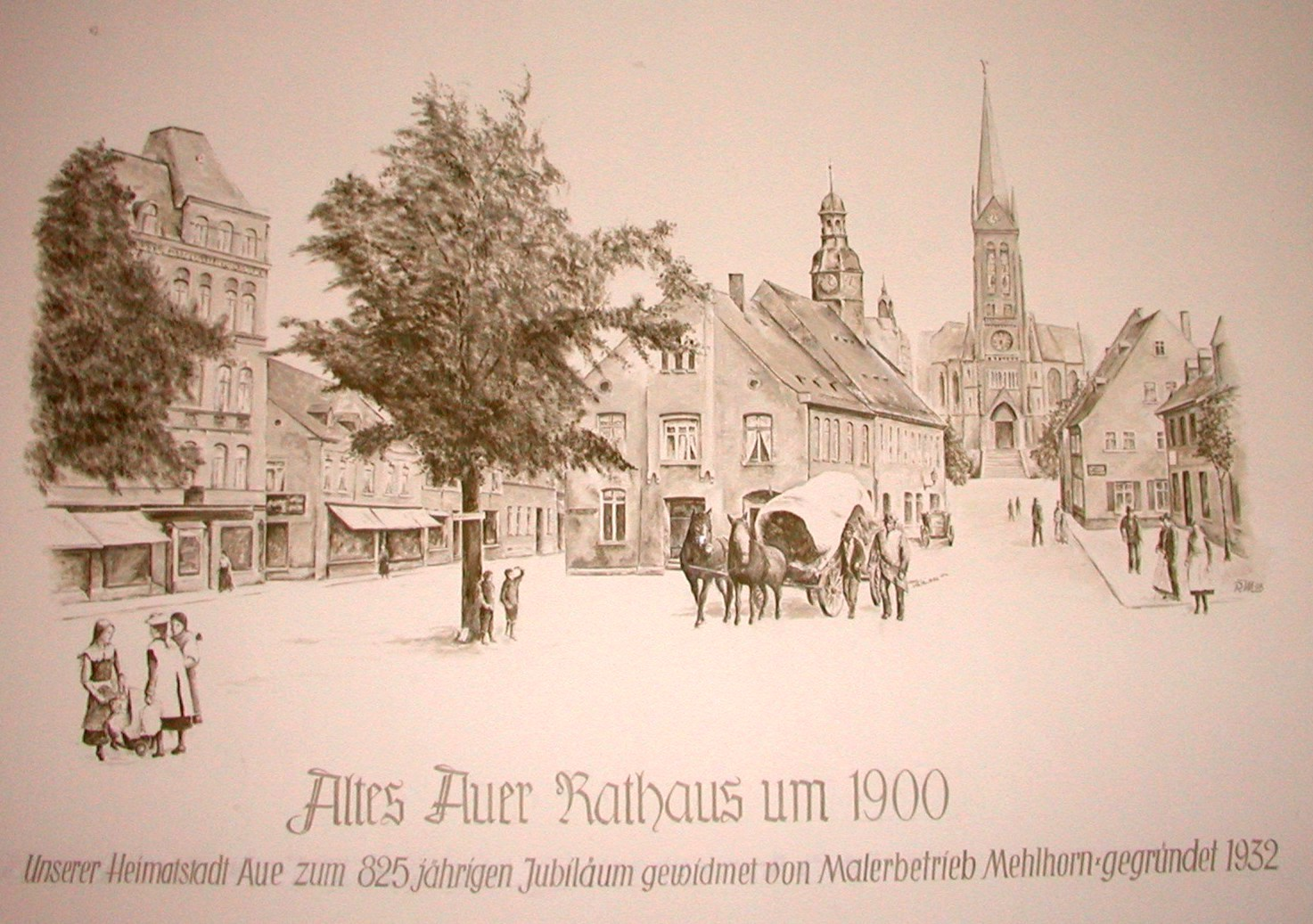
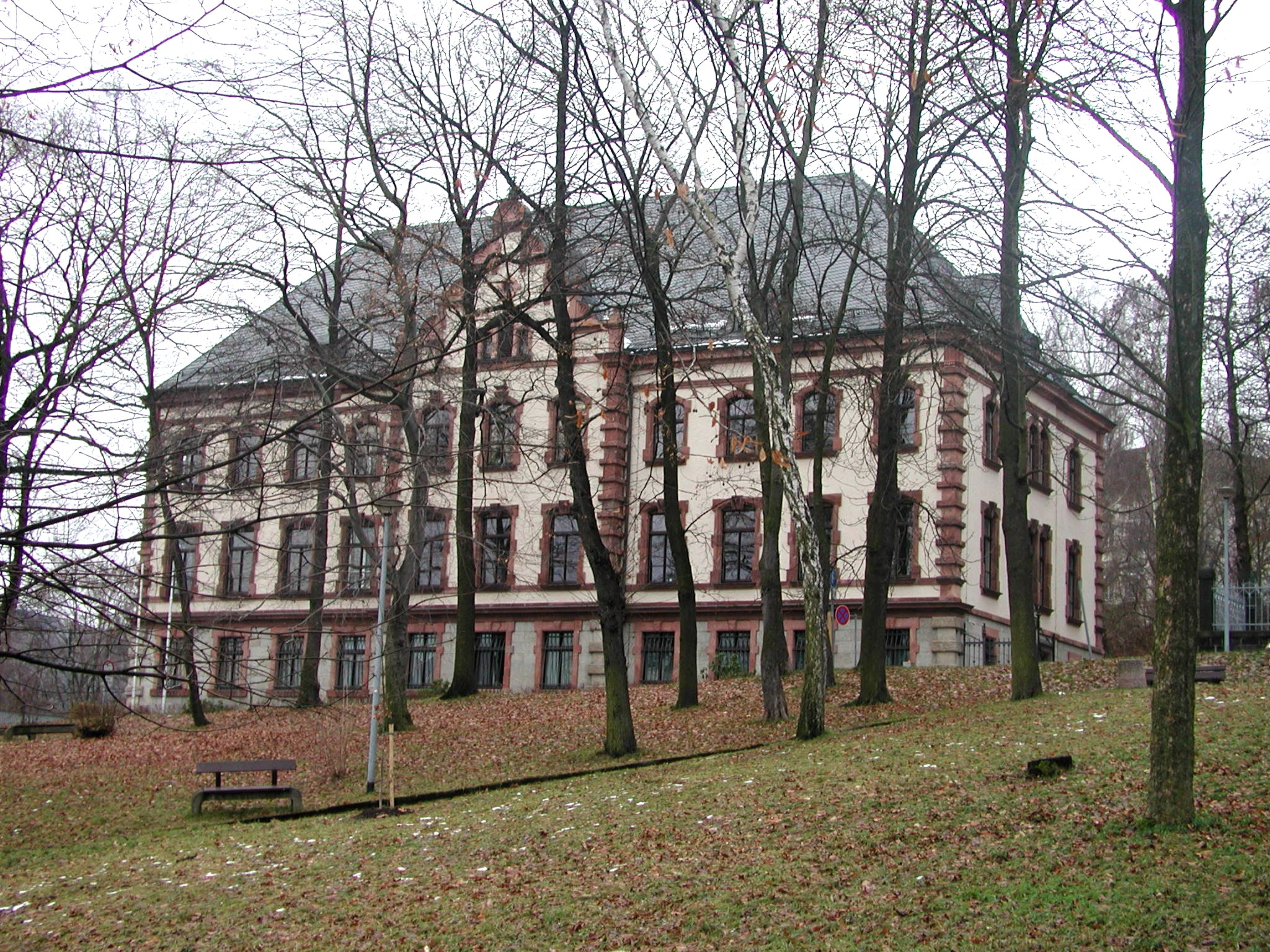
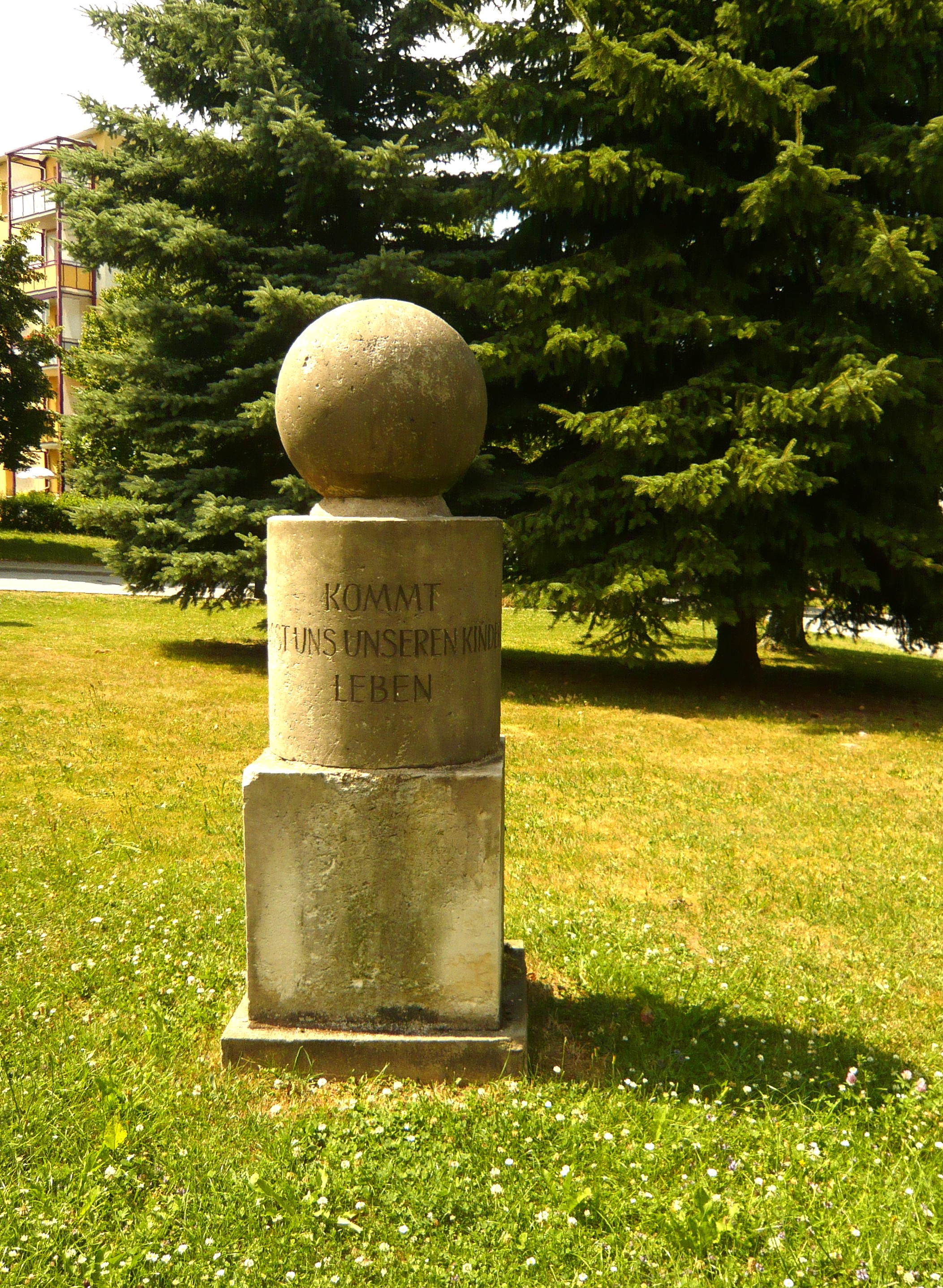
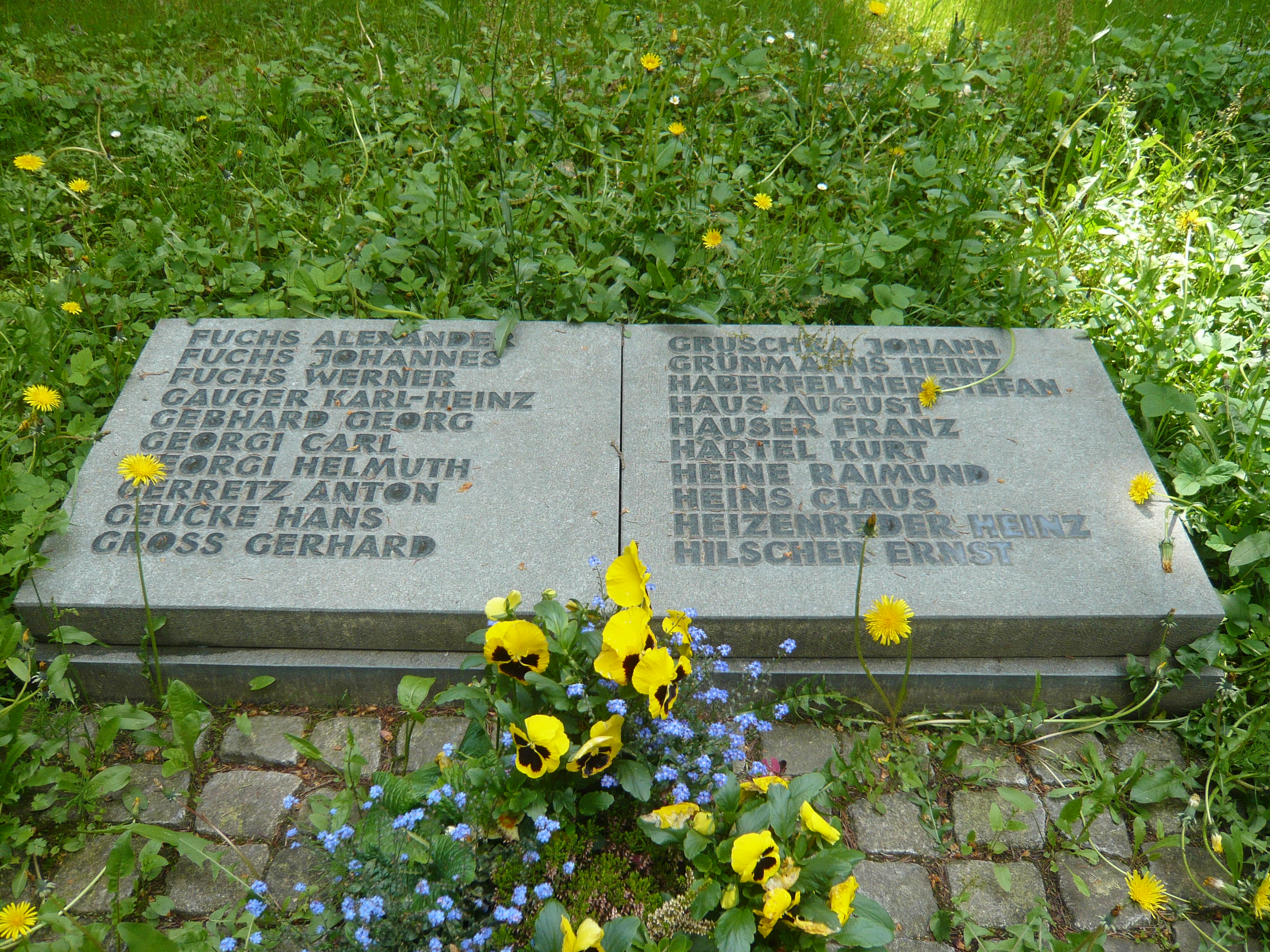
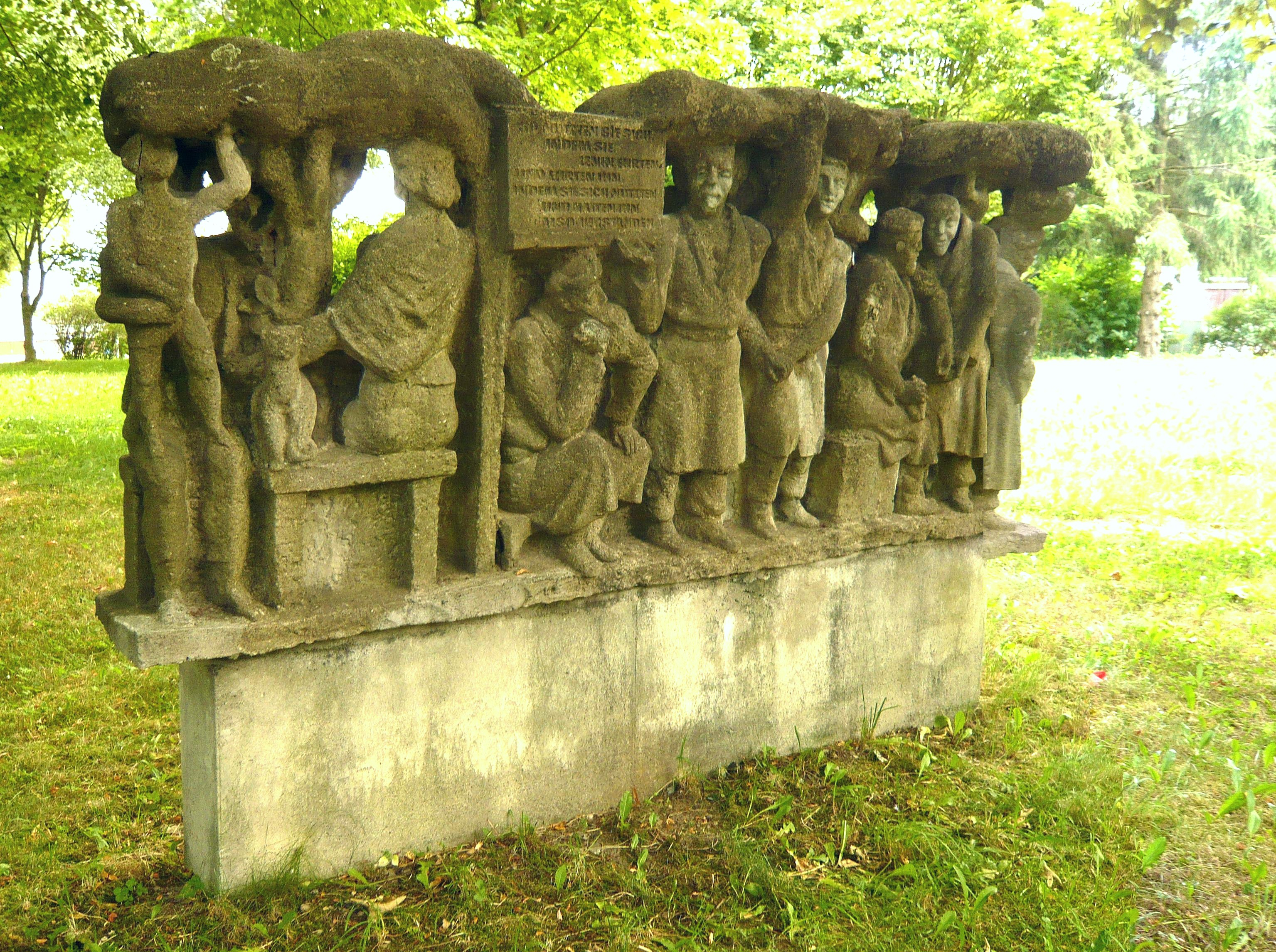